# Scleria afroreflexa
Espèce
Statut de conservation UICN

 EN B2ab(iii) : En danger
Scleria afroreflexa Lye est une espèce de plantes de la famille des Cyperaceae décrite par Kaare Armstein Lye. Elle fut collectée pour la première fois en 1999. Plante menacée par les incendies volontaires des prairies.

## Description
Herbe annuelle de 10 à 50 cm. de haut

## Répartition et habitat
Plante endémique du Cameroun pouvant se trouver dans les prairies de montagne jusqu'à 1 500 m d'altitude.